# Bộ Cổ (鼓)
Bộ Cổ, bộ thứ 207 có nghĩa là "trống" là 1 trong 4 bộ có 13 nét trong số 214 bộ thủ Khang Hy.
Trong Từ điển Khang Hy có 46 chữ (trong số hơn 40.000) được tìm thấy chứa bộ này.

## Tự hình Bộ Cổ (鼓)

Giáp cốt văn
Kim văn
Đại triện
Tiểu triện

## Chữ thuộc Bộ Cổ (鼓)
| Số nét      | Chữ                               |
| ----------- | --------------------------------- |
| không thêm  | 鼓/cổ/ 鼔/cổ/                     |
| thêm 5 nét  | 鼕/đông/ 鼖/phần/                 |
| thêm 6 nét  | 鼗/đào/                           |
| thêm 8 nét  | 鼘/uyên/ 鼙/bế/ 鼚/sương/ 鼛/cao/ |
| thêm 10 nét | 鼜/thích/                         |
| thêm 11 nét | 鼝/uyên/ 鼞/thang/                |
| thêm 12 nét | 鼟/thăng/                         |